# Blepisanis leleupi
Blepisanis leleupi là một loài bọ cánh cứng trong họ Cerambycidae.